# Bienenmuseum Oberlichtenau
Das Kleine Bienenmuseum Oberlichtenau ist ein Imkereimuseum im Pulsnitzer Ortsteil Oberlichtenau. Das Museum wurde am 30. April 1995 durch den Imkerverein Oberlichtenau e. V. gegründet. Seit dem Jahr 1998 befindet der imkerliche Nachlass des Imkermeisters und Reinzüchters Karl Kummer im Museum.

## Geschichte
Die Einrichtung des Bienenmuseum geht unter anderem auf die Initiative Paul Haases, Siegfried Moschkes sowie des Imkervereins zurück. Grundlage hierfür bildeten die imkerliche Sammlung Paul Haases sowie das Selbstverständnis des Vereins, welcher auch zu Zeiten der DDR mehrfach landesweit durch Zuchterfolge auf sich aufmerksam machte. Das Bienenmuseum versteht sich als Baustein im Dorfkonzept Bienenfreundliches Oberlichtenau.

### Gebäude

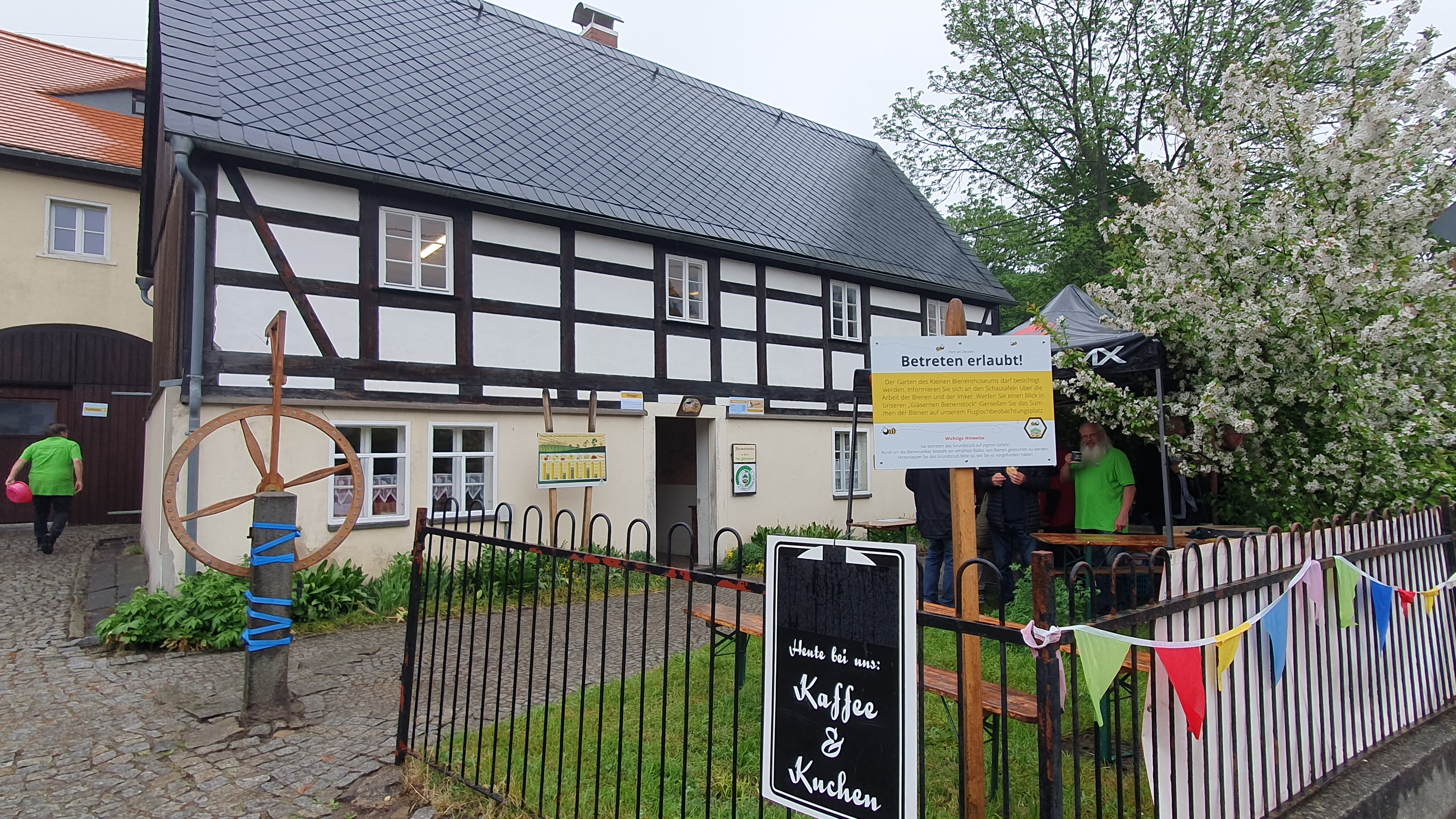
Das Fachwerkhaus, in welchem das Bienenmuseum sitzt, wurde umfangreich saniert. Hier ist es zum 30. Jubiläum des Museums festlich geschmückt.

Das Bienenmuseum befindet sich in einem Fachwerkhaus aus dem 18. Jahrhundert. Für die Ansiedlung des Museums im historischen Fachwerkhaus machte sich besonders der damalige Oberlichtenauer Bürgermeister Siegfried Moschke stark. Im Jahr 2022 wurde die Renovierung der Ausstellung abgeschlossen.

### Sammlung
Die Exponate des Museums speisen sich vor allem aus zwei Sammlungsbildnern. Zum einen wurde der Nachlass des Imkers Paul Haase aus Friedersdorf bei Pulsnitz von seiner Tochter als Dauerleihgabe an das Museum gegeben. Zum anderen befindet sich der imkerliche Nachlass von Karl Kummer aus Burkersdorf im Museum. Dieser ist vielen Imkern vor allem durch seine Zuchtlinie, die „Carnica-Zuchtlinie Kummer“, ein Begriff. Ergänzt werden diese Sammlungsbestandteile durch Erwerbungen des Vereins und der Vereinsmitglieder.

### Bibliothek
Das Museum beherbergt auch eine kleine Fachbibliothek zu Fragen von Imkerei und Bienengesundheit. Sie umfasst rund 300 Bände und mehrere hundert Zeitschriften. Die Bestände wurden im Jahr 2024 und 2025 vollständig erschlossen. Der älteste vorhandene Band ist eine Ausgabe des Allgemeinen Bienenvaters von Adam Gottlob Schirach aus dem Jahr 1798. Ein regulärer Leihverkehr ist nicht vorgesehen.

## Ausstellung
Die Ausstellung des Bienenmuseums gliedert sich in die Teile Bienenbiologie, Bienenzucht, Bienenprodukte und Imkereigerätschaften. Im Bereich zur Bienenzucht findet sich neben vielen historischen Gerätschaften auch das Modell einer Belegstelle. In der Abteilung zu den Imkereigerätschaften finden sich Honigschleudern unterschiedlichen Alters und Typs, verschiedene Bienenkörbe sowie unterschiedlichste Imkereiwerkzeuge. Außerdem finden sich hier mehrere Modelle historischer Bienenwohnungen. Der Bereich über Bienenprodukte zeigt unter anderem verschiedene Wachsqualitäten samt Wachsverfälschungen. Besonders ist die Sammlung der Einheitsgläser des D.I.B. und seiner Vorgängerorgane, welche hier seit dem ersten Einheitsglas präsentiert wird. 
Im Außenbereich des Bienenmuseums finden sich ein Bienengarten und Lehrbienenstand mit gläsernem Bienenstock. Außerdem finden sich hier unterschiedliche Tafeln zur Imkerei im Allgemeinen sowie zu heimischen Wildbienenarten im Speziellen.